# Samoa Air
Samoa Air era una compagnia aerea samoana, operante diverse tratte fra le principali isole delle Samoa, Upolu e Savai'i, così come verso altre isole vicine, anche attraverso voli charter. La compagnia ha di fatto sospeso ogni attività nel 2015, senza ulteriori comunicazioni.

## Storia
La Samoa Air nacque nel 2012 per servire l'isola samoana di Savai'i, con rotte precedentemente servite dalla Polynesian Airlines ma abbandonate a causa dei magri profitti da essa ottenuti. È di proprietà di Chris Langton, ex-pilota della Polynesian, e della sua famiglia. Il primo volo è stato effettuato il 1º maggio 2012.
Grande clamore ha suscitato la decisione dell'amministratore delegato della compagnia di introdurre il cosiddetto pay-by-weight, ovvero un sistema tariffario per cui si paga in base al peso del passeggero e del bagaglio, da 1 $ per i voli domestici fino a 4,16 $ per i voli verso le Samoa Americane. La compagnia si difese affermando che gli aerei possono trasportare un determinato peso e si paga in base al peso.
Inoltre venne introdotta, per un maggiore comfort per i passeggeri in sovrappeso (anche in virtù del fatto che la popolazione samoana è una fra le più in sovrappeso del mondo), la classe "XL".
Molti voli erano charter, ma i più frequenti erano quelli del servizio aero-taxi tra Maota e Faleolo.

## Flotta
La flotta era costituita dai seguenti aeromobili:
- 2 Britten-Norman Islander, da 9 passeggeri;
- 1 Cessna 172, da 3 passeggeri.

Era in fase di sviluppo l'acquisto di Airbus A319 e Airbus A320 al fine di poter operare tratte verso Brisbane e Auckland.
La compagnia stava pensando di iniziare voli verso Melbourne e Los Angeles, così come anche creare un collegamento Shanghai - Faleolo - Auckland, prendendo in considerazione l'acquisto di un Airbus 330-200.